# Yannick Osée
Yannick Osée (* 13. Juni 1997 in Kaiserslautern) ist ein deutscher Fußballspieler.

## Karriere
Nach seinen Anfängen in der Jugend der TSG Kaiserslautern und des 1. FC Kaiserslautern wechselte er in die Jugendabteilung des FK Pirmasens. Dort kam er auch zu seinen ersten Einsätzen im Seniorenbereich in der fünftklassigen Oberliga Rheinland-Pfalz/Saar bei der Zweitvertretung seines Vereins. Obwohl er eine abgeschlossene Polizeikommissar-Ausbildung hat, entschied er sich für eine Laufbahn im Profifußball.
Im Sommer 2019 erfolgte sein Wechsel zum Drittligisten SV Meppen. Dort kam er auch zu seinem ersten Einsatz im Profibereich, als er am 17. August 2019, dem 5. Spieltag, beim 0:0-Auswärts-Unentschieden gegen den TSV 1860 München in der Startformation stand. Seit dem 1. Juli 2023 steht Osée nun beim SGV Freiberg Fußball in der Regionalliga Südwest unter Vertrag.
Im Sommer 2025 wechselte er zum SV Sandhausen.